# Burgena reducta
Burgena reducta är en fjärilsart som beskrevs av Rothschild och Jordan 1903. Burgena reducta ingår i släktet Burgena och familjen nattflyn. Inga underarter finns listade i Catalogue of Life.